# 三国防波堤南西方照射灯
三国防波堤南西方照射灯（みくにぼうはていなんせいほうしょうしゃとう）は、福井県坂井市の福井港三国区に立つ白色コンクリート造の照射灯。

## 歴史
- 1971年（昭和46年）3月29日 初点灯
- 2009年（平成21年）3月13日から3月23日まで補修のため休止（仮設照明灯設置）[2]

## 付近の観光地・施設
- 三国防波堤灯台
- 雄島灯台
- 東尋坊
- 雄島